# 斯科特·貝恩
斯科特·贝恩（英語：Scott Bain；1991年11月22日—）是一位蘇格蘭足球運動員。在場上的位置是守門員。他現在效力於苏格兰足球超级联赛球隊些路迪 。他也代表蘇格蘭國家足球隊參賽。

## 外部連結
- Soccerway資料庫：斯科特·貝恩
- 足球数据库：斯科特·貝恩的球员统计数据